# توم أرمسترونغ (لاعب دوري الرغبي)
توم أرمسترونغ (بالإنجليزية: Tom Armstrong)‏ هو لاعب دوري الرغبي بريطاني، ولد في 12 سبتمبر 1989 في سانت هلنز في المملكة المتحدة.

## روابط خارجية
- توم أرمسترونغ على موقع ItsRugby.co.uk (الإنجليزية)